# Wilhelm Dörpfeld

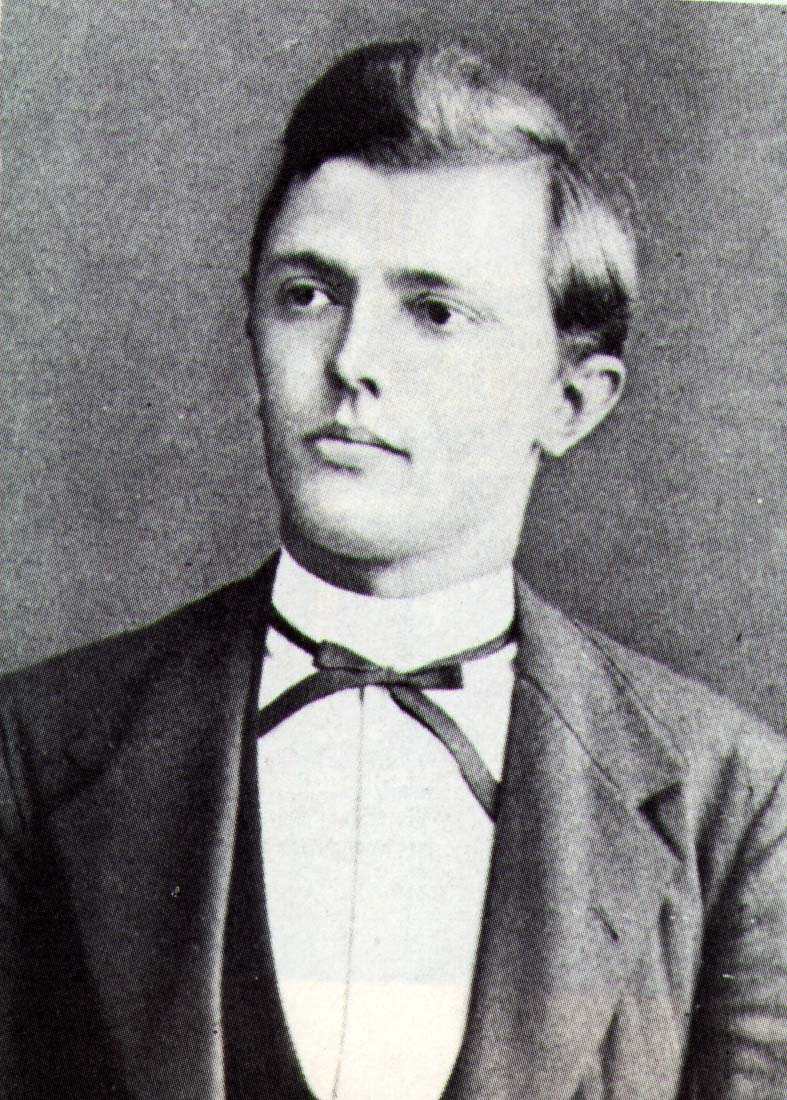
Wilhelm Dörpfeld

Wilhelm Dörpfeld (Barmen, 26 december 1853 – Ellomenos, 25 april 1940) was een Duits archeoloog. Hij zette na de dood van Heinrich Schliemann het archeologisch onderzoek in Troje voort.
Schliemann en Dörpfeld ontmoetten elkaar in de winter 1880-1881 in Olympia, waar Dörpfeld de opgravingen leidde. In 1882, bij opgravingen in Troje, begon de samenwerking tussen de beide mannen. Ook bij latere opgravingen van Schliemann in Tiryns en Troje was Dörpfeld actief.
In 1893 en 1894 leidde Dörpfeld de eerste opgravingen in Troje na Schliemanns dood. Hij onderscheidde 9 nederzettingen in Troje, Troje I tot Troje IX, een verdeling die (hoewel met verfijningen, aangebracht door Carl Blegen) nog steeds wordt gebruikt. Hij verbeterde ook een fout van Schliemann door in te zien dat niet Troje II maar Troje VI het Troje van de Trojaanse Oorlog was. Thans vermoedt men overigens dat dit Troje VIIa, het eerste deel van Troje VII, geweest is.

## Graf
Dörpfeld is begraven op een schiereiland van het Griekse eiland Lefkas, tegenover de plaats Nidri. De plek van het graf biedt uitzicht op de baai bij Nidri en de plaats zelf.
- Bibsys: 1045915
- Biblioteca Nacional de España: XX1151975
- Bibliothèque nationale de France: cb10433194n (data)
- Catàleg d'autoritats de noms i títols de Catalunya: 981058617301406706
- CiNii: DA09299662
- Gemeinsame Normdatei: 118672169
- International Standard Name Identifier: 0000 0001 2146 4398
- Library of Congress Control Number: no2003088451
- Nationale Bibliotheek van Letland: 000348562
- Nationale Bibliotheek van Tsjechië: kup19970000022583
- Nationale Bibliotheek van Israël: 987007286838005171
- Nationale Bibliotheek van Polen: a0000002943676
- Nederlandse Thesaurus van Auteursnamen: 071857117
- Réseau des bibliothèques de Suisse occidentale: 02-A003202897
- SNAC: w6hr6xqx
- Système universitaire de documentation: 069835721
- Semantic Scholar: 148338587
- Union List of Artist Names: 500288114
- Virtual International Authority File: 106965312
- WorldCat: E39PBJrrqYfdxWTD3rtQTvQQbd